# Resident Evil: Resistance
Resident Evil: Resistance — компьютерная игра в жанре кооперативного шутера с элементами survival horror с видом от третьего лица, разработанная компанией Capcom совместно с гонконгской студией NeoBards Entertainment. Действие игры происходит во вселенной Resident Evil.

## Игровой процесс
Resident Evil: Resistance является кооперативной игрой на выживание. К игровой сессии могут подключиться до четырёх игроков, выступающих в роли выживших, которым необходимо спастись от толп зомби и мутантов. Каждый из персонажей уникален и обладает своими способностями. Пятый игрок, являющийся противоборствующей силой, может чинить препятствия команде выживших, включая ловушки и преграды в виде монстров.

## Выпуск
Изначально игра была представлена 9 сентября 2019 года под названием Project Resistance. 10 декабря, вместе с анонсом ремейка Resident Evil 3, игра приобрела своё финальное название — Resident Evil: Resistance. Capcom изменила планы по выпуску игры, и Resistance стала бесплатной многопользовательской составляющей Resident Evil 3. Многопользовательский режим Resident Evil: Resistance стал доступен вместе с выходом основной игры 3 апреля 2020 года.
Capcom поддерживала Resistance с помощью дополнительных обновлений и нескольких пакетов загружаемого контента, в которых игроки получали новый контент и возможность играть за Джилл Валентайн и Николая Зиновьева (в качестве противоборствующей силы).

## Отзывы критиков
| Сводный рейтинг | Сводный рейтинг |
| Агрегатор       | Оценка          |
| --------------- | --------------- |
| Metacritic      | 64/100          |

Игра получила смешанные отзывы,  согласно сайту агрегации рецензий Metacritic.